# Championnat du circuit de la LPGA
Le championnat du circuit de la LPGA, officiellement le « LPGA Tour Championship Presented by Rolex », est un tournoi professionnel de golf féminin du circuit de la LPGA. Créé en 2009 pour remplacer l'« ADT Championship » (championnat ADT), la première édition s'est déroulée à Houston dans le Texas (États-Unis).

## Histoire

### Création du tournoi avec Stanford comme sponsor
En novembre 2008, Stanford Financial Group annonce son sponsoring d'un tournoi dont les gains totaux s'élèvent à deux millions de dollars. Le 17 février 2009, la Securities and Exchange Commission accuse le président de Stanford Allen R. Stanford d'une fraude estimée à huit millions de dollars, gelant ainsi les fonds pour le tournoi. Le circuit de la LPGA décide de prendre en main alors le tournoi.
Le 26 mai 2009, la LPGA annonce que le tournoi a bien mais qu'il est sans sponsor et dont les gains totaux sont de 1,5 million de dollars. Le tournoi est alors nommé le « LPGA Tour Championship » (championnat du circuit de la LPGA). En septembre 2009, Rolex annonce qu'il sponsorise l'évènement sportif.

### Importance du tournoi
Une des particularités du tournoi est le fait qu'il s'agit du dernier tournoi du calendrier annuel du circuit de la LPGA et donc peut déterminer les différents prix et récompenses du circuit de la LPGA : joueuse de l'année, débutante de l'année, le vainqueur des gains, etc.

### Tournoi inaugural
Le 3 novembre 2009, la Suédoise Anna Nordqvist remporte le tournoi devant la Mexicaine Lorena Ochoa avec deux coups d'avance, il s'agit du deuxième titre de Nordqvist sur le circuit de la LPGA après le championnat de la LPGA. Initialement prévu pour 72 trous, le tournoi est raccourci à 54 trous en raison des conditions météorologiques (la pluie). Ce tournoi a permis de déterminer qui remporte la distinction de la meilleure joueuse entre Lorena Ochoa et la Sud-Coréenne Jiyai Shin, c'est finalement la première qui le remporte grâce à sa bonne performance sur ce tournoi.

## Palmarès
| Dates           | Vainqueur      | Gains totaux ($) |
| --------------- | -------------- | ---------------- |
| 19-22 nov. 2009 | Anna Nordqvist | 1 500 000        |
| 2-5 dec. 2010   | Maria Hjorth   | 2 000 000        |